# Balee Panah
Balee Panah is een bestuurslaag in het regentschap Bireuen van de provincie Atjeh, Indonesië. Balee Panah telt 954 inwoners (volkstelling 2010).